# Эйтингон, Владимир Наумович
Владимир Наумович Эйтинго́н (1924—2014) — советский учёный, экономист, педагог. Заслуженный экономист РФ (2001), кандидат экономических наук (1971), профессор (1993). Специалист в области управления экономикой.

## Биография
Родился 6 августа 1924 года в Москве. Отец — Эйтингон Наум Исаакович, советский разведчик, организатор убийства Льва Троцкого; мать — Шульман Анна Исааковна. Родители развелись в 1927 году. Отчим — Крайц Сергей Валентинович, врач-психиатр.
Сестры:
- Светлана Наумовна Уруцкоева
- Зоя Сергеевна Крайц, химик

В начале Великой Отечественной — 9 июля 1941 года стал бойцом в отдельной мотострелковой бригаде особого назначения, в которую набирали только добровольцев, готовых пройти специальную подготовку для диверсионной работы в немецком тылу и других заданий особой важности. В числе руководителей этой службы был и отец Владимира — Наум Эйтингон.
В 1941 году В. Н. Эйтингон был направлен на учёбы в высшее техническое училище, в 1943 году — в разведшколу.
В 1941—1952 годах — служил в армии и органах НКГБ. Участник Великой Отечественной войны. Лейтенант.
С октября 1950 по ноябрь 1951 года — начальник отделения 2-го отдела Управления МГБ Воронежской области.
В 1959 году окончил географический факультет ВГУ имени Ленинского комсомола.
В 1952—1964 годах — экономист машиностроительного завода имени В. И. Ленина в Воронеже.
С 1964 года — заведующий лабораторией, директор научно-исследовательского экономического института, доцент, профессор, заведующий кафедрой экономики труда и основ управления ВГУ. Председатель научно-методического совета университета. Руководил международной академией науки и практики организации производства.
Возглавил созданный в 2009 году Комитет по научно-техническому и инновационному развитию Торгово-промышленной палаты Воронежской области.
Член Общественной палаты Воронежской области. Почётный гражданин Воронежа.
Умер 14 апреля 2014 года. Похоронен 16 апреля 2014 года в Воронеже на Коминтерновском кладбище.
Дочь — Елена Владимировна Эйтингон (1951—2019), преподаватель кафедры регионоведения и экономики зарубежных стран Воронежского государственного университета.

## Заслуги
Действительный член четырёх международных и российских академий[уточнить]. Известен научной общественности как специалист в области менеджмента. Создал управленческую научную школу. Подготовил 35 докторов и кандидатов наук. Опубликовал более 350 научных и учебно-методических работ. Входил в состав ряда отраслевых и региональных экспертных, консультационных и методических советов.
- орден Красной Звезды
- орден Отечественной войны II степени (6.4.1985)[5]
- медали
- За достижения в научной работе и подготовке специалистов отмечен многочисленными наградами федеральных и региональных органов управления, ВДНХ, общественных организаций.
- Занесен в энциклопедию «Лучшие люди России» (выпуск 5)[6].
- Почётный гражданин города Воронежа (2010).